# آلبرت چادویک (بازیکن فوتبال اهل انگلستان)
آلبرت چادویک (انگلیسی: Albert Chadwick؛ 1866 – ۱۹۳۷ (۷۰−۷۱ سال)) بازیکن فوتبال اهل بریتانیا بود.
از باشگاه‌هایی که در آن بازی کرده‌است می‌توان به باشگاه فوتبال اورتون اشاره کرد.